# Otto Holldack
Otto Holldack (* 26. Dezember 1861 in Tapiau; † 14. Februar 1940 in Hamburg; bürgerlich Otto Wilhelm Friedrich Gustav Holdack) war ein deutscher Opernsänger (Tenor).

## Leben
Holldack wollte ursprünglich, nach bestandenem Staatsexamen, Lehrer werden. Da sich seine Anstellung verzögerte und er über eine schöne Tenorstimme, entschloss er sich den Bühnenberuf zu ergreifen, falls seine Stimme Gefallen vor Bolko von Hochberg, damals Generalintendant der königlichen Schauspiele Berlin, fände. Die Prüfung fiel nicht nur glänzend aus, die Generalintendanz sorgte sogar für seine Ausbildung.
Holldack erhielt Unterricht bei Kammersänger Benno Stolzenberg in Köln und bei Gustav Gunz in Frankfurt. Nach dreijähriger Ausbildung debütierte er am 13. April 1893 am Stadttheater Mainz als „Florestan“. Dabei erfüllte er alle Hoffnungen, die in ihn gesetzt wurden, bei weitem. In Mainz blieb er vier Jahre und sang dabei Partien wie „Turiddu“, „Manrico“, „Tannhäuser“, „Max“, „Faust“, „Lohengrin“, „Arnold“ etc.
1897 ging er ans königliche Hoftheater in Hannover. Sein weiterer Lebensweg ist unbekannt.